# 30847 Lampert
30847 Lampert este un asteroid din centura principală, descoperit pe 13 septembrie 1991, de Lutz Schmadel și Freimut Börngen.